# 383 Janina
A 383 Janina (ideiglenes jelöléssel 1894 AU) a Naprendszer kisbolygóövében található aszteroida. Auguste Charlois fedezte fel 1894. január 29-én.